# 132904 Notkin
132904 Notkin è un asteroide della fascia principale. Scoperto nel 2002, presenta un'orbita caratterizzata da un semiasse maggiore pari a 3,9545682 au e da un'eccentricità di 0,1504475, inclinata di 3,54739° rispetto all'eclittica.
L'asteroide è dedicato al musicista, nonché ricercatore di meteoriti, statunitense Geoffrey Notkin.